# N/M Terceirense
O N/T Terceirense (1949-1969) foi um navio de transporte misto (passageiros e carga) da Empresa Insulana de Navegação (EIN).

## História
Foi construído nos estaleiros navais Grangemouth Dockyard Co. Ltd., na Escócia. O casco com o número 484 foi completado em maio de 1949, sendo entregue no mesmo mês e ano à EIN. Foi registado no porto de Lisboa a 14 de julho do mesmo ano, sob a matrícula H-383.
Fez a sua viagem inaugural sob o comando do capitão Francisco dos Santos Franco, com escalas nos portos de Ponta Delgada na ilha de São Miguel e de Vila do Porto, na ilha de Santa Maria. No seu regresso a Lisboa foi a primeira embarcação a transportar carne congelada dos Açores para o continente.
Foi utilizado como locação num filme alemão baseado num argumento de Thomas Mann.

### O naufrágio
O Terceirense partiu de Lisboa e fez escala em Ponta Delgada, onde descarregou parte da carga. Dali rumou a Angra do Heroísmo, na ilha Terceira onde também desembarcou parte da carga (876 toneladas, a maior parte das quais adubo) e embarcou 22 toneladas de farinha (em 300 sacas), 27 toneladas de queijo, 8 toneladas de manteiga, 12 tubos de gás, o motor do monta-cargas do Hospital Regional, 6 toneladas de couros verdes e 2 caixas de bordados, com destino a Lisboa. Com destino a São Jorge seguiam 100 painéis de madeira destinados à manufatura de grades para o transporte de 48 bovinos para Angola. O total da carga estava avaliado em cerca de 1500 contos, sem se contar com seis viaturas que tinham embarcado em Lisboa com destino à Graciosa. Da Graciosa, seriam ainda feitas escalas nas ilhas de São Jorge, Pico e Faial, onde embarcaria 600 cabeças de gado e de onde partiria rumo a Lisboa.
A embarcação largou do Porto Pipas, em Angra, às 0:40h de 17 de janeiro de 1969, com boas condições meteorológicas. Entretanto, estas pioraram, registando-se forte chuva e engrossando o mar. Às 06:30h da manhã foi avistado a bombordo o farol do Carapacho, dando-se início aos procedimentos de aproximação ao porto de Santa Cruz da Graciosa. No entanto, os fortes aguaceiros e a alteração do próprio mar rapidamente fizeram a visibilidade cair para zero. Como precaução, o capitão ordenou as máquinas a meia força à vante.
Avançando a custo por entre a cerração, quinze minutos mais tarde o navio encontrou rebentação pela proa, sinal de que o sulcava águas perigosamente pouco profundas. O comandante ordenou imediatamente a paragem das máquinas e logo de seguida à ré a toda a força. No entanto, impelido pela inércia e pela agitação do mar, a embarcação batia no fundo e dava várias pancadas numa restinga do ilhéu do Carapacho.
Às 7:45h o capitão decidiu, em conjunto com a Delegação Marítima da Graciosa, dirigir a embarcação para o porto da Praia, para aí tentar salvar o que fosse possível. No entanto, assim que as máquinas foram postas em marcha constatou-se que o leme estava inoperacional. A muito custo, ora manobrando um dos hélices, ora manobrando o outro, o Terceirense conseguiu arrastar-se até à Praia, onde fundeou pelas 8:45h. Às 9:20h, os passageiros - tratadores de gado rumo a Lisboa - foram evacuados. Às 10:00h, o nível de água no interior do navio atingiu os motores eléctricos das bombas de esgoto, selando-lhe o destino. Às 11:00h, com a água já a meio da casa das máquinas e os porões 2 e 3 inundados, o capitão deu ordem para se abandonar o navio que, às 12:10h, afundou por completo
Para quem pratica o mergulho, os restos da embarcação encontram-se partidos em dois a três minutos de viagem, diante da entrada do porto da Praia, em fundos mistos de rocha e areia compreendidos entre os 18 e os 22 metros de profundidade, com correntes fracas.

## Características
- Arqueação bruta: 1 295 toneladas
- Comprimento: 76,19 metros
- Boca: 12,25 metros
- Calado: 4,45 metros
- Propulsão: 2 motores Mirrlees, Bickerton & Day a diesel, de 8 cilindros cada um, com 1 300hp, e 2 hélices.
- Velocidade máxima: 12 nós
- Capacidade: 27 passageiros em classe única, estando cada camarote pintado em cor diferente. A sala de jantar estava situada sob a ponte de comando.

A embarcação era adaptada especialmente para o transporte de gado em pé, dispondo de 3 013 metros cúbicos de capacidade de carga, em porões ventilados por compressores Stern.